# Tocopilla
Tocopilla és una ciutat i una comuna de la regió d'Antofagasta, al nord de Xile. És la capital de la província homònima. Celebra l'aniversari el 29 de setembre amb una gran festa que inclou una rua i focs artificials.
La ciutat està dividida en dues parts, dividides per la central termoelèctrica: la ciutat central i La Villa Sur (barri més petit i luxós).
A Tocopilla hi han nascut l'artista Alejandro Jodorowsky i el futbolista Alexis Sánchez.

## Toponímia
El nom de la ciutat de Tocopilla significa "la cantonada del diable".

## Terratrèmol del 2007
El 14 de novembre del 2007 es produí a la regió d'Antofagasta un terratrèmol de magnitud 7,7, a l'est-sud-est de Tocopilla, amb rèpliques de magnitud de 6,8. Es van enderrocar 1.200 cases i 4.000 dels 27.000 habitants de la ciutat es van quedar sense lloc on viure. Van morir dues persones, i 115 van quedar ferides.

## Demografia
Segons el cens de 2002 de l'Instituto Nacional de Estadística de Xile, Tocopilla tenia 23.986 habitants (12.050 homes i 11.936 dones). D'aquest, 23.352 (97,4%) vivien en la zona urbana i 634 (2,6%) en la rural.

## Economia
La central termoelèctrica de Tocopilla proveeix d'energia tota la regió, raó per la qual és coneguda com la "ciutat de l'energia". També té una notable producció de nitrat de potassi, que havia estat molt important en el passat. La condició de ciutat costanera també ha fet que Tocopilla tingui activitat tant en la indústria pesquera (peix fresc i enllaunat) com en la importació i exportació de productes.
Altres indústries amb certa presència a la regió són la metal·lúrgica i la química.